# Can Messeguer (Sant Feliu de Llobregat)
Can Messeguer és una masia a més d'un km al nord-est del nucli de Sant Feliu de Llobregat (al Baix Llobregat) protegida com a bé cultural d'interès local. Masia de volums i factura senzilla molt ben conservada, en la que destaquen una finestra gòtica i una porta dovellada inclosa en una paret de carreus de pedra. Als voltants existeixen restes d'elements de l'antiga activitat agrícola, així com els horts. També es conserva una antiga mina d'aigua amb recorregut fins al conjunt de l'ermita de la Salut.